# Mazurien
Le Mazurien, autrefois nommé Wschodniopruski (polonais : koń wschodniopruski ou Koń mazurski) est une race de chevaux originaire de Pologne.

## Histoire
D'après Helena Kholová, le terme « Mazurien » est maintenant vieilli, et désignait plutôt des Konik raffinés, élevés en Mazurie, ancêtres des Trakehner actuels. Aussi, le Mazurien est décrit comme issu d'un croisement entre le Trakehner et le Wschodniopruski, des chevaux anglais demi-sang élevés en province de Prusse-Orientale, avec un type universellement utilisable. Cette ancienne race provient de deux haras nationaux, le haras de Sieraków créé en 1829, celui de Gniezno créé en 1885, alors sous nationalité allemande. Après 1945, le nom de « Mazure » fut essentiellement employé pour désigner les reproducteurs Trakehner restés en Pologne à la suite de l'évacuation du haras originel. Le nom reste utilisé dans les années 1945-1948.

## Description
C'est un cheval de selle très proche du Trakehner, toisant 1,58 m à 1,62 m en moyenne. D'après une autre source, ces chevaux toisent 1,55 m en moyenne chez les juments, pour 1,68 m chez les étalons. Le poids va de 500 kg chez les juments à 700 kg pour les étalons.
La robe est généralement l'alezan, le bai ou le bai-brun.

## Diffusion de l'élevage
L'ouvrage Equine Science (4e édition de 2012) classe le Mazurien parmi les races de chevaux de selle peu connues au niveau international.